# Uvalde, Texas
Uvalde là một thành phố thuộc quận Uvalde, tiểu bang Texas, Hoa Kỳ. Năm 2010, dân số của xã này là 15751 người.

## Dân số
- Dân số năm 2000: 14929 người.
- Dân số năm 2010: 15751 người.